# Mary Warren
Mary Warren fue una de las principales acusadoras durante los Juicios de Salem, en la Nueva Inglaterra colonial. Con casi veintiún años, fue la mayor del grupo de acusadoras principales. Su vida posterior se desconoce.

## Antecedentes
Sus padres y hermana habían muerto y, como muchas jóvenes pobres sin recursos, tuvo que emplearse en servir para sobrevivir. Al momento del estallido de la histeria en el pueblo, era sirvienta en la casa del rico terrateniente John Proctor.
A principios de marzo de 1692, Warren alegó que se le aparecía el espectro de Giles Corey. John Proctor, que no creía en los sucesos, le dijo que solo había visto una sombra y amenazó con azotarla si persistía con sus desvaríos y que si durante uno de sus ataques convulsivos caía en agua o fuego, él no la rescataría. Ella pareció tranquilizarse.
John Proctor cometió el error el 25 de marzo de contar lo que ocurría con Mary a Samuel Sibley, tío materno de una de las acusadoras, Mary Walcott, que durante su juicio testificó que le dijo que "le sacaría el Diablo" y que las demás "afligidas" también merecían ser azotadas. A través de Sibley, los acusadores sabrían de su escepticismo y tomarían venganza.
Más adelante, Mary Warren escribió una nota de agradecimiento y la clavó en la puerta de la Casa de Reunión la víspera del sábado. Samuel Parris leyó la nota ante la congregación en la iglesia y al día siguiente interrogó a la criada después de los servicios dominicales. Algunos entendieron que las niñas "afligidas" mentían, pues Warren explicaba que se sentía mejor y que podía distinguir la realidad de las visiones. Las otras muchachas se enojaron y en represalia, la acusaron de bruja por insinuar que ellas mentían al decir que veían al Diablo.
Fue acusada formalmente el 18 de abril de 1692. Bajo interrogatorio volvió a tener ataques, confesando ser atormentada y empezó a acusar a varias personas de ello, incluyendo a sus señores, el matrimonio Proctor.

## Papel en los juicios
Mary Warren fue una figura singular en el caso, pues introdujo la posibilidad del fraude en el comportamiento de las niñas y luego pasó de acusada, a confesora y terminó como una de las acusadoras más agresivas.
A pesar de ello, los jueces no hicieron ningún movimiento para ayudar a los inocentes y continuaron alentando a los acusadores. Bernard Rosenthal considera que Warren comprendió que lo mejor era cooperar con los acusadores y que su táctica fue luego seguida por otros.

## El Crisol
En la obra teatral de Arthur Miller, Mary Warren aparece como la sirvienta de los Proctor, que se involucra en la caza de brujas, dirigida por Abigail Williams. Las figuras de Proctor y Williams están muy trastocadas al respecto de la realidad. Mary Warren muestra un carácter débil, cediendo a la presión fácilmente. Proctor la convence de revelar que ella y las otras acusadoras han inventado sus historias y "experiencias sobrenaturales", que han resultado en la detención de muchos inocentes. Sin embargo, la confesión de Warren no sirve de nada ya que Abigail acusa a Warren de brujería, lo que la lleva a renunciar a su confesión y acusar a Proctor de obligarla a hacerlo.
En las adaptaciones cinematográficas de 1957 y 1996 es interpretada por Pascale Petit y Karron Graves, respectivamente.